# 알레소
알레소(Alesso, 1991년 7월 7일 ~ )는 스웨덴의 디스크자키이다.